# 建設法典
建設法典（けんせつほうてん）は、ドイツの都市計画に関する法律。正式名称はドイツ語でBaugesetzbuch（バウゲセッツブッフ）であり、BauGB（バウゲーベー）と略される。
1986年に連邦建設法（BBauG、1960年制定）と都市建設促進法（StBauFG、1971年制定）を統合して成立した。

## 構成
4部構成の法典である。

### 第一部 一般都市建設法
- 第一章 建設誘導計画

Fプラン、Bプラン
- 第二章 建設誘導計画の保障
- 第三章 建築とその他利用の規制、および補償
- 第四章 土地整理
- 第五章 収用
- 第六章 造成
- 第七章 自然保護事業

### 第二部 特別都市建設法
- 第一章 都市建設的健全化事業
- 第二章 都市建設的開発事業
- 第三章 都市改造
- 第四章 社会的都市
- 第五章 民間主導
- 第六章 保全法令と都市建設的命令
- 第七章 社会計画および損害補償
- 第八章 賃貸関係
- 第九章 農業構造改善と関連した都市計画事業

### 第三部 その他の規定
- 第一章 査定
- 第二章 総則、権限、行政手続き、計画保持
- 第三章 建設用地事法廷（部）の手続き

### 第四部 経過規定および雑則
- 第一章 経過規定
- 第二章 雑則